# 40. století př. n. l.
41. století př. n. l. – 40. století př. n. l. – 39. století př. n. l.

## Události
- V oblasti Mezopotámie (přibližně dnešní Irák) vznikají civilizace.
- Podle Bedy Ctihodného (Beda Venerabilis) byl svět stvořen 18. března 3952 př. n. l.